# Station Zandvoorde
Station Zandvoorde is een voormalige spoorweghalte langs spoorlijn 50A (Brussel - Oostende) in Zandvoorde, een deelgemeente van Oostende.
De halte werd geopend op 1 juni 1890 en de bediening van de halte stopte vanaf 3 juni 1984 bij de invoering van het IC/IR-plan, gelijktijdig met de sluiting van de halte van Varsenare en de gedeeltelijke sluiting van Oudenburg en Jabbeke.
De halte lag op de kruising met de Stationsstraat, vlak bij de scheikundige fabriek, die toen werd uitgebaat door de Union Chimique Belge (UCB) en tegenwoordig door nv Ostend Basic Chemicals. De halte lag op circa 1,3 kilometer van de dorpskern en bovendien aan de overzijde van de E40.

## Aantal instappende reizigers
De grafiek geeft het gemiddeld aantal instappende reizigers weer op een week-, zater- en zondag.
| Tabel: aantal instappende reizigers station Zandvoorde | Tabel: aantal instappende reizigers station Zandvoorde | Tabel: aantal instappende reizigers station Zandvoorde | Tabel: aantal instappende reizigers station Zandvoorde |
|                                                        | Weekdag                                                | Zaterdag                                               | Zondag                                                 |
| ------------------------------------------------------ | ------------------------------------------------------ | ------------------------------------------------------ | ------------------------------------------------------ |
| 1977                                                   | 61                                                     | 11                                                     | 12                                                     |
| 1978                                                   | 56                                                     | 13                                                     | 5                                                      |
| 1979                                                   | 108                                                    | 12                                                     | 9                                                      |
| 1980                                                   | 62                                                     | 8                                                      | 6                                                      |
| 1981                                                   | 65                                                     | 8                                                      | 13                                                     |
| 1982                                                   | 61                                                     | 12                                                     | 7                                                      |
| 1983                                                   | 40                                                     | 12                                                     | 18                                                     |

3,8: Brussel-Zuid ·
7,8: Anderlecht ·
52,1: Gent-Sint-Pieters ·
56,1: Drongen ·
58,8: Halewijn ·
61,9: Landegem ·
64,9: Hansbeke ·
68,5: Bellem ·
71,5: Aalter ·
76,1: Maria-Aalter ·
80,7: Beernem ·
86,5: Oostkamp ·
92,2: Brugge ·
98,9: Varsenare ·
101,8: Jabbeke ·
108,0: Oudenburg ·
109,9: Zandvoorde ·
114,3: Oostende